# 水野勝寛
水野 勝寛（みずの かつひろ）は、下総結城藩の第11代（最後）の藩主。水野宗家16代。

## 生涯
安政3年（1856年）、第8代藩主水野勝進の次男として生まれる。第10代藩主・勝知が戊辰戦争において旧幕府軍に協力したため、新政府に恭順する家臣団によって新藩主として擁立され、明治元年（1868年）に勝知が強制隠居処分となったため、明治2年（1869年）2月24日に家督を継いだ。このとき、石高も1万8000石から1万7000石に減封された。
明治2年（1869年）6月22日、版籍奉還により結城藩知事に任じられ、明治4年（1871年）7月14日の廃藩置県で藩知事を免官された。明治6年（1873年）12月1日に死去した。享年18。

## 系譜
父母
- 水野勝進（実父）
- 水野勝知（養父）

子女
- 水野忠愛 ー 水野忠固の子

| 当主          | 当主                              | 当主          |
| ------------- | --------------------------------- | ------------- |
| 先代 水野勝知 | 結城藩水野家 16代 1869年 - 1873年 | 次代 水野忠愛 |